# 亚硝酰硝酸钌
亚硝酰硝酸钌是一种无机化合物，化学式为Ru(NO)(NO3)3。它可用于制备Ru/C材料。亚硝酰硝酸钌在水中会发生水解，在配制溶液时应加少量稀硝酸酸化。

## 制备
三氯化钌水合物和亚硝酸钠在盐酸条件下转化为亚硝酰氯化钌（Ru(NO)Cl3），再与硝酸银反应，用乙醚萃取并蒸去溶剂，得到亚硝酰硝酸钌固体。